# Định lý Hurwitz
Trong lý thuyết số, Định lý Hurwitz, được đặt tên theo nhà toán học Adolf Hurwitz. Định lý thuộc lĩnh vực xấp xỉ Diophantine (tiếng Anh: Diophantine approximation). Định lý khẳng định rằng với bất kì số vô tỉ ξ luôn tồn tại vô số hữu tỉ m/n sao cho
{\displaystyle \left|\xi -{\frac {m}{n}}\right|<{\frac {1}{{\sqrt {5}}\,n^{2}}}.}
Giả thiết ξ là số vô tỉ có thể bỏ qua, nghĩa là định lý thỏa mãn cả với ξ là số hữu tỉ (điều này là hiển nhiên).
Hằng số {\displaystyle \scriptstyle {\sqrt {5}}} là tốt nhất (là hằng số nhỏ nhất đảm bảo định lý Hurwitz đúng với mọi số thực ξ); thật vậy, nếu ta thay {\displaystyle \scriptstyle {\sqrt {5}}} bằng số thực {\displaystyle \scriptstyle A>{\sqrt {5}}} và chọn {\displaystyle \scriptstyle \xi =(1+{\sqrt {5}})/2} (tỉ lệ vàng) thì chỉ tồn tại hữu hạn số hữu tỉ m/n thỏa mãn công thức trên.